# Tanlay
Tanlay település Franciaországban, Yonne megyében. Lakosainak száma 889 fő (2022. január 1.). Tanlay Thorey, Vireaux, Lézinnes, Ancy-le-Libre, Argentenay, Baon, Pimelles, Rugny, Saint-Martin-sur-Armançon és Tonnerre községekkel határos.

## Népesség
A település népessége az elmúlt években az alábbi módon változott:
| Lakosok száma | 1062 | 1037 | 998  | 967  | 935  | 915  | 897  | 889  |
|               | 2013 | 2015 | 2017 | 2018 | 2019 | 2020 | 2021 | 2022 |